# Ladário
Ladário est une municipalité brésilienne de l'État de Mato Grosso do Sul et la Microrégion du Baixo Pantanal.

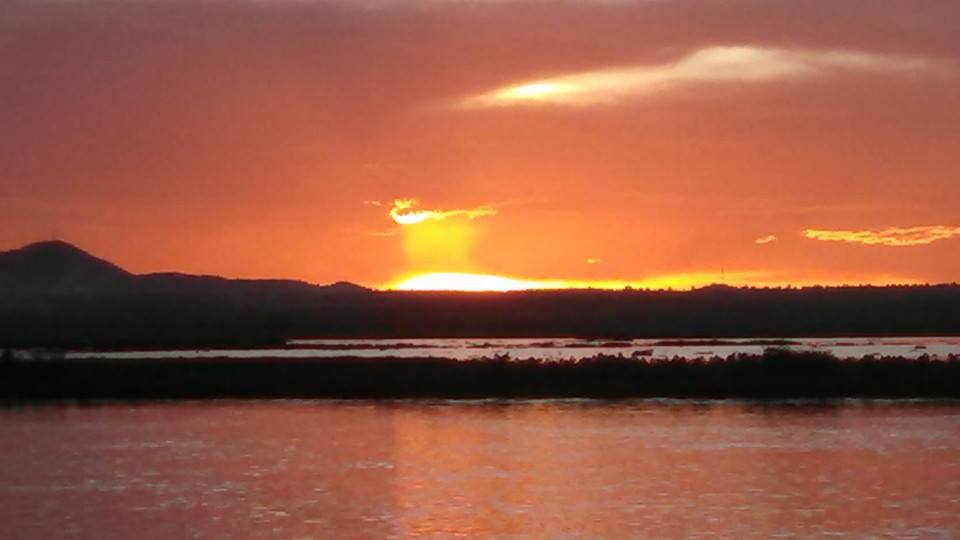
Ville de CIDLADÁRIO MS